# Earth Defense Force
Pour le shoot 'em up de 1991, voir Earth Defense Force (jeu vidéo).

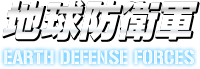
Logo de Earth Defense Force

Earth Defense Force (地球防衛軍, Chikyû Bōeigun) est une série de jeux vidéo créée par l'éditeur D3 Publisher.
Les jeux de la série se déroulent dans le futur et mettent le joueur aux prises avec une invasion d'extra-terrestres insectoïdes.

## Liste de jeux
- Monster Attack (Simple 2000 Vol. 31: The 地球防衛軍)
- Global Defence Force
- Global Defence Force Tactics
- Force de défense terrestre 2017
- Earth Defense Force: Insect Armageddon
- Earth Defense Force 2025
- Earths Defense Force 4.1
- Earth Defense Force 5
- Earth Defense Force: Iron Rain
- Earth Defense Force 6